# Sobarocephala elegans
Sobarocephala elegans är en tvåvingeart som beskrevs av Leander Czerny 1929. Sobarocephala elegans ingår i släktet Sobarocephala och familjen träflugor.
Artens utbredningsområde är Paraguay. Inga underarter finns listade i Catalogue of Life.